# New Theatre Comique
Le New Theatre Comique était un théâtre situé au 728-30 Broadway, près de Waverly Place (en) à Greenwich Village, Manhattan, New York.

## Histoire
L'Église du Messie, en anglais Church of the Messiah, fut consacrée en 1839 et resta une église jusqu'en 1864. En janvier 1865, elle fut cédée au magnat des grands magasins Alexander Turney Stewart, transformée en théâtre, et eut par la suite divers noms dont Globe Theatre, le dernier étant New Theatre Comique quand Edward Harrigan et Tony Hart (en) (connus sous le nom de Harrigan 'n Hart) s'y installèrent en 1811 ; leurs spectacles y connurent le succès mais l'édifice fut détruit par un incendie en 1884.
Le théâtre avait la réputation d'être hanté en raison de sa fonction liturgique passée.

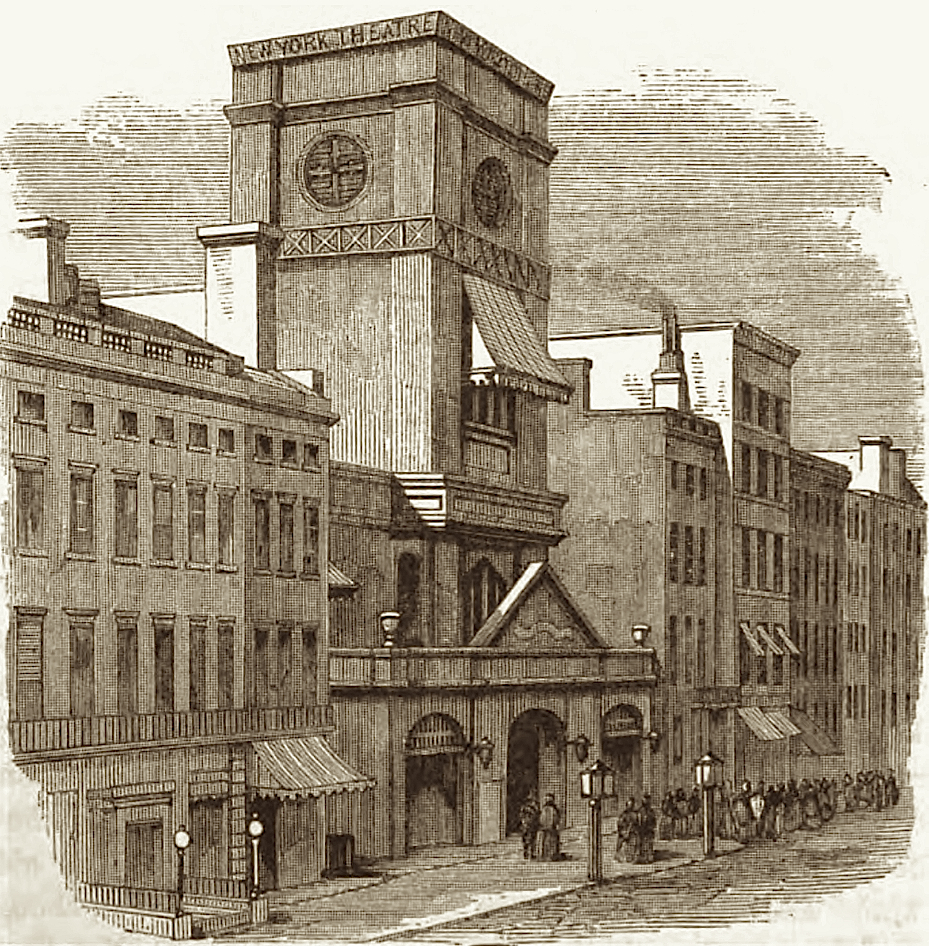
Gravure publiée en 1868 de l'église transformée en théâtre.

## Noms successifs et directeurs
Les informations suivantes proviennent de l'ouvrage de T.A. Brown (numéros de pages entre parenthèses) :
- 23 janvier 1865 – Broadway Athenaeum (A. T. Stewart, propriétaire; James H. Hackett, directeur) (376–77)
- 23 décembre 1865 – Lucy Rushton's Theatre (Lucy Rushton, propriétaire et directeur) (377)
- septembre 1866 – New York Theatre (Lewis Baker et Mark Smith, directeurs) (379)
- 6 mai 1867 – The Worrell Sisters' New York Theatre (M. L. Finch, directeur) (383)
- 3 août 1868 – New York Theatre (Alvin Lloyd, directeur) (386)
- 4 novembre 1868 – The Worrell Sisters' Theatre (387)
- 3 octobre 1870 – Globe Theatre (Josh Hart, directeur) (388)
- 1879 – Globe Theatre (Edward Eddy, directeur) (389)
- 1871 – Nixon's Amphitheatre (James M. Nixon, directeur) (389)
- 7 avril 1872 – Broadway Theatre (Jean Burnside, directeur) (390)
- 21 janvier 1873 – Daly's Fifth Avenue Theatre (Augustin Daly, directeur) (390)
- 25 août 1873 – Daly's Broadway Theatre (Augustin Daly, directeur) (391)
- 6 avril 1874 – Fox's Broadway Theatre (G. A. Swalm, propriétaire; George H. Tyler, directeur) (393)
- 3 août 1874 – Globe Theatre (Robert W. Butler, directeur) (393)
- 2 novembre 1874 – Globe Theatre (James Campbell et Frank Murtha, directeurs) (393)
- 25 janvier 1876 – Globe Theatre (Charles Shay, directeur) (394)
- 25 août 1876 – Globe Theatre (Robert Butler, directeur) (394)
- 25 octobre 1876 – Globe Theatre (Tallmadge & Scofield, propriétaires; Robert W. Butler et C. W. Shafer, directeurs) (394)
- 15 novembre 1876 – Heller's Wonder Theatre (Robert Heller, directeur) (394)
- 30 juillet 1877 – Wood's Theatre (George Wood, directeur) (394)
- 10 septembre 1877 – Neil Bryant's Opera House (Andrew Bleakley, directeur) (394)
- 24 décembre 1877 – National Theatre (394–95)
- 9 septembre 1878 – Globe Theatre (Harry Weston, directeur) (396)
- 14 décembre 1878 – Globe Theatre (Frank B. Murtha, directeur) (396)
- 20 octobre 1879 – New York Circus (Lewis B. Lent, directeur) (397)
- octobre [?] 1879 – Broadway Novelty Theatre (Professor Nelson et J. Z. Little, directeur) (397)
- 29 octobre 1881 – New Theatre Comique (Harrigan et Hart, propriétaires; John E. Cannon, directeur) (397)
- 23 décembre 1884 [détruit par un incendie] (398)

## Sources
- Thomas Allston Brown, A History of the New York Stage: From the First Performance in 1732 to 1901, vol. 2, New York, Dodd, Mead and Company, 1903 (lire en ligne)
- David W. Dunlap, From Abyssinian to Zion: A Guide to Manhattan's Houses of Worship, New York, Columbia University Press, 2004 (ISBN 9780231125437, lire en ligne)
- Jonathan Greenleaf, A History of the Churches, of All Denominations, in the City of New York, New York, E. French, 1846 (lire en ligne)